# Calignano
Calignano è una frazione del comune di Cura Carpignano posta ad est del centro abitato, verso Vistarino.

## Storia
Calignano (CC B412) apparteneva alla Campagna Sottana e nel XVIII secolo era feudo dei Giorgi, conti del vicino Vistarino. Nel 1872 il comune viene soppresso e unito a Cura Carpignano.

## Società

### Evoluzione demografica
- 120 nel 1576
- 330 nel 1751
- 441 nel 1780
- 442 nel 1805
- 389 nel 1807
- 541 nel 1861[2]
- 602 nel 1877
- 643 nel 2011
- 575 nel 2017